# 전주방송

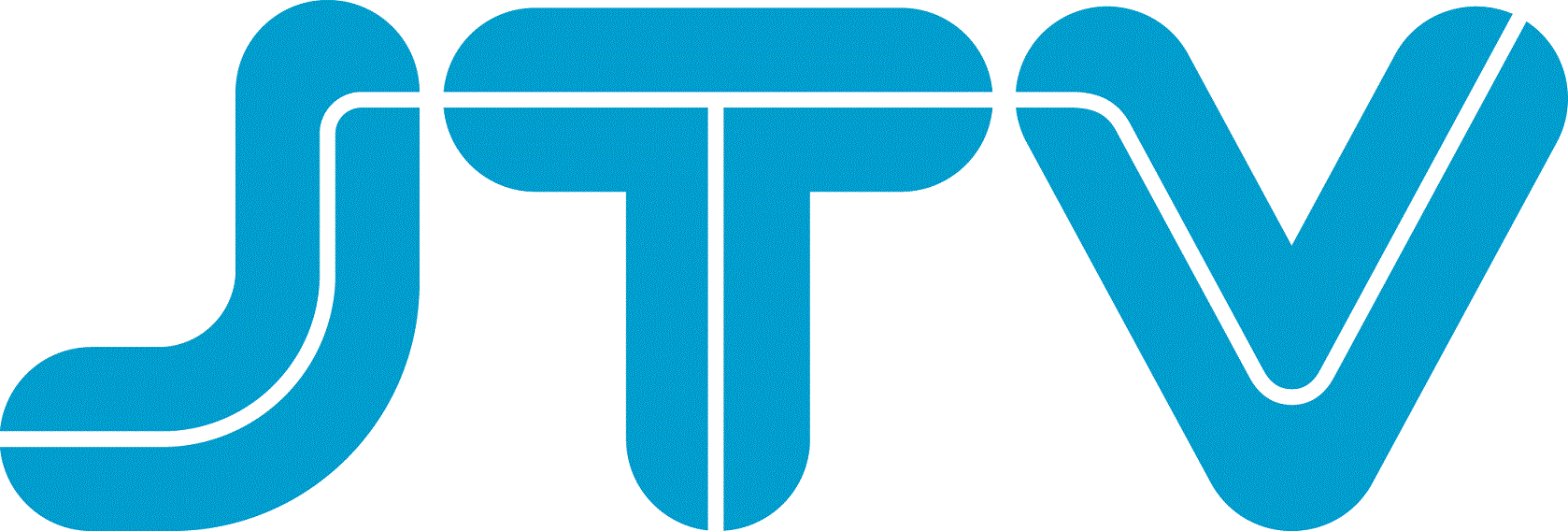
JTV 새 로고

전주방송(全州放送)은 전북특별자치도와 인근 일부 지역을 가시청권으로 하는 대한민국의 SBS의 네트워크 지상파 민영방송이다.

## 연혁

### 1990년대
- 1997년 1월 25일 : 주식회사 전주방송 법인 설립
- 1997년 2월 17일 : 공보처 방송국 허가 추천
- 1997년 9월 15일 : 시험 방송 실시
- 1997년 9월 27일 : 전주방송 TV 개국 (UHF 30번)
- 1999년 1월 1일 : 남원 TV 중계소 개국 (채널 59번)
- 1999년 1월 8일 : FM 라디오 허가 추천

### 2000년대
- 2001년 8월 28일 : FM 라디오 (MAGIC FM) 개국 (FM 90.1㎒)
- 2002년 10월 24일 : 일본 TV 가나자와(テレビ金沢)와 자매 결연
- 2003년 9월 10일 : 중국 쑤저우 방송국(苏州电视台)과 자매 결연
- 2005년 12월 29일 : 디지털 TV 개국
- 2007년 10월 25일 : 전주방송 노조 파업 뉴스 프로그램 결방

### 2010년대
- 2011년 11월 19일 : 만성동(현 위치)으로 사옥 이전
- 2012년 1월 2일 : HD 방송 개시
- 2012년 10월 23일 : 지상파 아날로그 TV 방송 종료
- 2013년 6월 12일 : 전북권 지역 디지털 주파수 재배치 완료

## TV 방송
1997년 2월 17일 방송국 허가를 받고 같은 해 9월 27일 전북 지역의 민영 방송으로 개국하였다. 그리고 2005년 12월 29일에는 디지털 TV 방송을 개국하면서 시청자들에게 고품질의 방송 서비스를 제공하고 있다. SBS TV와 네트워크 제휴를 맺고 있다. 전북 지역과 충남 남부 지역을 가시청권역으로 하고 있으나, 현재는 송신·중계시설이 설치된 호남 평야 지역과 남원 인근 지역 이외의 다른 전북 지역에서는 전파를 수신할 수 없는 경우가 발생해 가시청권역이 넓지는 않은 편이다.

### 프로그램
JTV-TV는 약 31% 가량을 자체편성하고 있다. 의무 로컬편성 비율은 28%이다.
뉴스보도
시사교양
- 토크닥터 토닥 (진행 박주은)
- 시사토크(토요일 08:00)
- 1분 논평(진행 전북지역 각계의 명인들)
- 클릭! 이사람(진행 유진수)
- 테마스페셜
- 시장한 여자
- 가보리

예능오락
- 와글와글 시장가요제
- 네트워크 현장 고향이 보인다(SBS)
- 전국 TOP 10 가요쇼(CJB)
- 열린예술무대 뒤란(ubc)
- 화첩기행(TJB)

종영
- JTV 뉴스전망대
- 모닝와이드 전북
- JTV 뉴스 (1230)
- JTV 뉴스 7
- JTV 이브닝뉴스
- 투데이 7
- JTV 헤드라인 뉴스
- JTV 뉴스&뉴스
- JTV 뉴스 (주말)
- 영상에세이 우리
- 전북의 발견(진행 유진수)
- 3분 세상
- 랄랄라 영화산책
- 모노토크 주인공
- 문화공감
- 사투리쇼 얼룩말(KNN 제작)
- 시사정보 통
- 위풍당당 우리기업
- 전북人 이야기
- 좋은일 궂긴일
- 피우자 민들레
- 함께사는세상
- TV에세이 고향사람들
- TV특강 행복플러스
- VJ 세상보기
- 문화 향

### 방송 송출 시설망
- 호출부호 : HLDQ-DTV
- 가상채널 : 6-1

| 송신소          | UHD      | UHD    | HD       | HD    | 송신소 위치                   |
| 송신소          | 물리채널 | 출력   | 물리채널 | 출력  | 송신소 위치                   |
| --------------- | -------- | ------ | -------- | ----- | ----------------------------- |
| 모악산 송신소   | 준비중   | 준비중 | CH 33    | 2.5㎾ | 전북 김제시 금산면 금산리 산1 |
| 미룡 소출력     | 준비중   | 준비중 | CH 33    | 0.05W | 전북 군산시 미룡동 897-2      |
| 완주화산 소출력 | 준비중   | 준비중 | CH 33    | 0.05W | 전북 완주군 화산면 화평리     |
| 고부 소출력     | 준비중   | 준비중 | CH 33    | 0.05W | 전북 정읍시 고부면 고부리     |
| 고창신림 소출력 | 준비중   | 준비중 | CH 33    | 0.05W | 전북 고창군 신림면 무림리     |
| 교룡산 중계소   | 준비중   | 준비중 | CH 19    | 90W   | 전북 남원시 산곡동 산25-1     |

아날로그TV
- 호출부호 : HLDQ-TV

| 송신소        | 채널  | 출력 | 송신소 위치                   |
| ------------- | ----- | ---- | ----------------------------- |
| 모악산 송신소 | CH 30 | 30㎾ | 전북 김제시 금산면 금산리 산1 |
| 교룡산 중계소 | CH 59 | 500W | 전북 남원시 산곡동 산25-1     |

## 라디오 방송

### MAGIC FM
1999년 1월 8일 FM라디오방송 허가를 받고 2001년 8월 28일 '매직FM'이라는 애칭으로 FM라디오방송을 개국하였다. SBS 파워FM과 네트워크 제휴를 맺고 있으며, 전북지역, 충남 남부 일부지역, 전남 북부 일부지역, 경북 김천 서부 일부지역, 경남 거창 서부 일부지역, 충북 영동 남부 일부지역 등을 가청권역으로서 방송중이다.
<러브포유>, <그대곁에 전세영입니다>는 개국 이후 진행자 변경 없이 진행되는 프로그램이다. 2005년 5월 8일부터는 <뮤직익스프레스>라는 이름으로 일요일 오후 4시~8시까지 주말방송이 진행되었다. 2005년 5월 8일~2007년 4월 22일까지는 이윤숙 DJ가 단독으로 4시간을 진행했다. 이후 2007년 4월 29일부터 2008년 10월 26일까지는 4시~6시까지는 이윤숙DJ가, 6시 ~ 8시까지는 안준성 DJ가 진행했다. 그러나 2008년 가을 개편으로 <뮤직 익스프레스>는 이윤숙의 진행으로 일요일 오후 4시 프로그램으로 자리잡았으며, 안준성 DJ는 신설 프로그램인 <스포츠 익스프레스>로 이동하여 주말 저녁 전라북도 대표 스포츠 프로그램으로 자리잡게 되었다.
한편 행복발전소 진행자인 장혜라DJ는 2006년 JTV DJ콘테스트에서 600대 1의 경쟁률을 뚫고 DJ로 발탁되어 2021년까지 15년째 진행을 맡았었다.
2024년 4월부터 개편으로 일부 프로그램이 새로 편성되었다.

### 프로그램
| 프로그램명                             | 방송 시간                  | 방송 기간         | 진행자 |
| -------------------------------------- | -------------------------- | ----------------- | ------ |
| 901 PlayList                           | 월~토 오전 11시 ~ 낮 12시  | 2024년 4월 1일 ~  |        |
| 고은현의 신명우리가락                  | 일요일 오전 11시 ~ 낮 12시 | 2019년 ~          | 고은현 |
| 우리가 사랑한 순간들                   | 월~토 오후 4시 ~ 저녁 6시  | 2025년 ~          | 봉준일 |
| 마음 한 조각, 일요일 오후 박주은입니다 | 일요일 오후 4시 ~ 저녁 6시 | 2025년 3월 ~      | 박주은 |
| 송슬기의 슬기로운 라디오 방송          | 월~토 저녁 6시 ~ 8시       | 2022년 1월 1일 ~  | 송슬기 |
| NON STOP 음악산책                      | 매일 새벽 3시 ~ 아침 5시   | 2003년 11월 3일 ~ | BGM    |
| 스포츠 익스프레스                      | 일요일 저녁 6시 ~ 8시      | 2008년 11월 2일 ~ | 안준성 |

### 종영된 프로그램
| 프로그램명                                      | 방송 시간                                                                 | 방송 기간                          | 진행자       |
| ----------------------------------------------- | ------------------------------------------------------------------------- | ---------------------------------- | ------------ |
| JTV 뉴스 (1100) JTV 뉴스 (1600) JTV 뉴스 (1800) | 평일 오전 11시 ~ 11시 5분 평일 오후 4시 ~ 4시 5분 평일 저녁 6시 ~ 6시 5분 | 2007년 ~ 2012년                    | JTV 아나운서 |
| 그대곁에 전세영입니다                           | 월~토 오후 4시 ~ 저녁 6시                                                 | 2001년 개국이후 ~ 2020년 5월 9일   | 전세영       |
| 이윤숙의 뮤직익스프레스                         | 일요일 오후 4시 ~ 저녁 6시                                                | 2005년 5월 8일 ~ 2020년 5월 10일   | 이윤숙       |
| 서주영의 LOVE 4U                                | 월~토 오전 11시 ~ 낮 12시                                                 | 2020년 5월 11일 ~ 2021년 12월 31일 | 서주영       |
| 이정규의 정규방송                               | 월~토 오후 4시 ~ 저녁 6시                                                 | 2020년 5월 11일 ~ 2021년 12월 31일 | 이정규       |
| 미르의 테마뮤직오디세이                         | 일요일 오후 4시 ~ 저녁 6시                                                | 2020년 5월 17일 ~ 2021년 12월 26일 | 미르         |
| 장혜라의 행복발전소                             | 월~토 저녁 6시 ~ 8시                                                      | 2006년 ~ 2021년 12월 31일          | 장혜라       |
| 오늘 그대와 오유진입니다                        | 월~토 오전 11시 ~ 낮 12시                                                 | 2022년 1월 1일 ~ 2022년 12월 31일  | 오유진       |
| 원옥화의 모카라디오                             | 일요일 오후 4시 ~ 저녁 6시                                                | 2022년 1월 2일 ~ 2022년 12월 25일  | 원옥화       |

### 방송 송출 시설망
| JTV MAGIC FM  | JTV MAGIC FM | JTV MAGIC FM | JTV MAGIC FM | JTV MAGIC FM                  |
| 송신소        | 주파수       | 출력         | 호출부호     | 송신소 위치                   |
| ------------- | ------------ | ------------ | ------------ | ----------------------------- |
| 모악산 송신소 | FM 90.1㎒    | 5㎾          | HLDQ-FM      | 전북 김제시 금산면 금산리 산1 |

### 라디오 주파수 멘트
- FM 90.1 MHz JTV MAGIC FM입니다. HLDQ

### 라디오 시보 멘트
- JTV MAGIC FM에서 ○○시를 알려드립니다.
- 광고 후 ○○시를 알려드립니다.

### 라디오 제공 시보
- 폭스바겐 전주전시장
- 명장추어탕
- 전주콜 대리운전
- 국립군산대학교

## 지상파 DMB 방송
광주방송과 공동으로 투자하여 전북·광주·전남 전역을 가시청권으로서 방송중이다.

## 로고 멘트
- 정다운 이웃 좋은 방송 JTV 전주방송입니다. (1997년 9월 27일 토요일부터 2002년 10월 20일 일요일까지)
- 정다운 이웃 젊은 방송 JTV 전주방송입니다. (1997년 9월 27일 토요일부터 2002년 10월 20일 일요일까지)
- 젊은 방송 좋은 방송 JTV 전주방송입니다. (1997년 9월 27일 토요일부터 2002년 10월 20일 일요일까지)
- JTV 전주방송 (1997년 9월 27일 토요일부터 2002년 10월 20일 일요일까지)

## 로고송
- 밝은 꿈 더 좋은 세상 JTV (제이티브이) 전주방송 (2002년 10월 21일 월요일부터 2017년까지)
- 함께 한 20년 (이십년) 언제나 JTV (제이티브이) (2017년 1월부터 2017년 12월까지)
- 함께 한 20년 (이십년) 언제나 JTV (제이티브이) MR 버전 (2017년부터 2019년까지)
- 더 가까이 (언제나 JTV{제이티브이}) (2019년부터 2020년 8월까지)
- 함께 해요, 고마워요 더 가까이 언제나 (JTV{제이티브이}) (2020년 8월부터 2022년 4월까지, 노래: 임영웅, 진달래) - 2020년 8월에 처음 송출되던 당시에는 화면에 "노래: 임영웅, 진달래" 자막을 표시했으나 2021년 2월에 진달래의 학교 폭력 가해자 논란이 일어난 이후에는 자막을 표시하지 않고 송출했다.
- 함께 해요, JTV (제이티브이) 우리 모두 JTV (제이티브이)  전북 사랑 JTV (제이티브이) (2022년 5월부터 현재까지) - 총 2가지 버전이 있다. / 랩 가사 : 전주부터 전북특별자치도 어디든 다 들려줄게 우리들의 특별한 일상
- 함께 해요 우리 JTV (제이티브이) 함께 봐요 JTV (제이티브이) 오늘 모두 모여봐요 우리 JTV (제이티브이) (2022년 5월부터 현재까지)

## 직원

### 아나운서
- 유진수 (실장)
- 도승민
- 박주은
- 이수민

### FM국
- 황윤택 (국장)
- 정혜강 (팀장/PD)
- 고기훈 (PD)

### MAGIC FM 제작진
- 송슬기 DJ <송슬기의 슬기로운 라디오 생활 - 진행>
- 봉준일 DJ <우리가 사랑한 순간들 - 진행>
- 안준성 DJ <안준성의 스포츠 익스프레스 - 구성&진행>
- 고은현 DJ <고은현의 신명우리가락 - 구성&진행>

### 문화사업국
- 이용락 PD <장수한우랑사과랑 축제 외 기획.연출>
- 백승찬 PD <전주국제영화제 개.폐막식 외 기획.연출>

### JTV 보도국
현직
- 데스크 -
- 이상윤 (방송본부장)
- 정윤성 (보도국장)

- 편집팀 -
- 송창용 (편집팀장)

- 취재팀 -
- 하원호 (취재팀장)
- 이승환 (취재팀 국장)
- 권대성 (취재팀 부장)
- 김진형 (취재팀 차장)
- 정원익 (취재팀 차장)
- 이정민 (취재팀 기자)
- 변한영 (취재팀 기자)
- 강훈  (취재팀 기자)
- 김학준 (취재팀 기자)
- 최유선 (취재팀 기자)
- 김민지 (취재팀 기자)
- 정상원 (취재팀 기자)

- 영상팀 -
- 소재균 (영상팀장)
- 이동녕 (영상팀 차장)
- 권만택 (영상팀 차장)
- 김준태 (영상팀 차장)
- 안상준 (영상팀 차장)
- 이성민 (영상팀 차장)
- 유지영 (영상팀 차장)
- 문상현 (영상팀 차장)
- 정희도 (영상팀 차장)
- 이진강 (영상팀 기자)
- 강경진 (영상팀 기자)

전직
- 박병하 (취재팀 기자)
- 장병원 (방송본부장)

### 한국수어
- 김은진
- 박유로

## 사건·사고

### 2007년 파업
- 전주방송은 지난 2007년 10월 28일 김택곤 사장의 경영 문제에 반발해 파업을 벌였다. 모닝와이드 전북의 전날 녹화 방송, HDTV방송 미실시 등이 주요 골자였다. 노조는 근 2개월간 파업을 벌였으며, 저녁뉴스를 제외한 모든 뉴스와 전주방송 제작프로그램들이 파행을 빚기도 했다. 노조는 2007년 12월 31일 파업을 철회하였다.

## 해외 제휴국
- 일본 TV 가나자와 (テレビ金沢)
- 중국 쑤저우전시대 (苏州电视台)

## 연중캠페인
- 2003년~ 2005년: 봉사하는 손길이 아름답습니다.
- 2021년: 일터 사망사고를 줄입시다. , 산재 사망사고를 줄입시다.
- 2023년: 전북을 통통튀고 빛나게
- 2024년: 당신이 바로 JTV의 미래입니다.

## 전북권의 다른 방송사
- KBS전주방송총국
- 전주문화방송(전주MBC)
- 기독교전북방송(전북CBS)
- 전북극동방송
- 전북불교방송
- 전북원음방송
- 전북교통방송

## 사옥 변천 과정
- 1997년 9월 27일 ~ 2011년 11월 18일: 전라북도 전주시 완산구 노송여울2길 134
- 2011년 11월 19일 ~ 현재: 전북특별자치도 전주시 덕진구 정여립로 1083